# Маракас (город)
Марака́с (порт. Maracás)  —  муниципалитет в Бразилии, входит в штат Баия. Составная часть мезорегиона Юго-центральная часть штата Баия. Входит в экономико-статистический микрорегион Жекие. Население составляет 34 986 человек на 2006 год. Занимает площадь 2435,201 км². Плотность населения — 14,4 чел./км².
Праздник города — 19 апреля.

## Статистика
- Валовой внутренний продукт на 2003 год составляет 57 524 143,00 реалов (данные: Бразильский институт географии и статистики).
- Валовой внутренний продукт на душу населения на 2003 год составляет 1718,73 реалов (данные: Бразильский институт географии и статистики).
- Индекс развития человеческого потенциала на 2000 год составляет 0,609 (данные: Программа развития ООН).